# Георги Братанов
Георги Братанов е български писател.

## Биография
Роден е на 17 март 1944 г. в град Ямбол. Средно образование завършва в Ямбол. Следва Журналистика в Софийския държавен университет. През 1962 г. се отпечатват за първи път негови творби в ямболския вестник „Народен другар“. Последователно работи като журналист и редактор във в. „Народен другар“, кореспондент е на вестник „Народна младеж“ и на програмите „Хоризонт“ и „Христо Ботев“ на БНР. Бил е председател е на Окръжния клуб на младата художествено-творческа интелигенция в Ямбол и уредник в дома музей „Васил Карагьозов“. В периода 1990 – 2000 г. е главен редактор на списание „Зари“, орган на Съюза на слепите в България.
През 1977 г. загубва напълно зрението си. От 1984 г. е член на Съюза на българските писатели. На 5 май 2000 г. умира от инфаркт.
Носител е на наградите:
- „Яворов“, Поморие – 1978 г.
- „Васил Карагьозов“ – 1984 г.
- орден „Кирил и Методий“ – 1979 г.
- „Златен герб“ на Ямбол – 1994 г.

## Творчество
Георги Братанов е автор на тридесет книги с поезия, белетристика, сатира, драматургия, публицистика и книги за деца. Негови творби са публикувани в изданията: „Ще ви потрябвам“, „Молитва към човека“, „Нощни светове“, „Превъзмогване“, „Баладични часове“, „Мираж“, „Хипноза“, „Ключ за горната земя“, „Топъл дъжд“, „Изтича времето“, „Върхът на дъното“, „Доминанти“, „Осветени пространства“, „Нежна революция“, „Неравноделен живот“, „Зъбер“, „Кабиле спи“, „Таверна „Демократики“, „Пластове“, „Заключен сред безкрая“, „Кафене „Балкански рай“, „Кон за кокошка“, „Вселената на есенния миг“, „Чуждо време“, „Врата към небето“ и др. Стихове на Братанов са превеждани на руски, английски, испански, френски и финландски език.
През 2000 г. ССБ учредява ежегодна награда за поезия и проза „Георги Братанов“. Връчването ѝ се извършва съвместно със Съюза на българските писатели.
От 2002 г. Младежкият дом в град Ямбол носи неговото име.